# Roam (chanson)
Pour les articles homonymes, voir Roam.
Singles de The B-52's
Love Shack
(1989) Deadbeat Club
(1990)
Roam est une chanson composée et interprétée par le groupe américain  de rock The B-52's, avec des paroles écrites par Robert Waldrop. Elle est produite par Nile Rodgers.

## Développement
Roam est sortie sous format single en décembre 1989, elle est extraite de l'album Cosmic Thing du groupe The B-52's. Kate Pierson et Cindy Wilson assurent toutes les deux le chant sur ce morceau, Fred Schneider y est absent. Un clip vidéo de la chanson est réalisé par Adam Bernstein (en).
Roam est un succès international. Le single est certifié disque d'or aux États-Unis et en Australie. En 1990, la chanson est nommée pour le Grammy Award de la meilleure prestation vocale pop d'un duo ou groupe.

## Classements
| Classement (1990)              | Meilleure position |
| ------------------------------ | ------------------ |
| Allemagne (GfK Entertainment)  | 40                 |
| Australie (ARIA)               | 11                 |
| Canada (RPM 100 Singles)       | 4                  |
| États-Unis (Billboard Hot 100) | 3                  |
| Irlande (IRMA)                 | 9                  |
| Nouvelle-Zélande (RMNZ)        | 2                  |
| Royaume-Uni (UK Singles Chart) | 17                 |

## Certifications
| Pays              | Certification | Unités certifiées |
| ----------------- | ------------- | ----------------- |
| Australie (ARIA)  | Or            | 35 000            |
| États-Unis (RIAA) | Or            | 500 000           |

## Dans la culture populaire
La chanson est présente dans le film américain Une affaire de détails (2021).